# Стержанов, Мурат Леонидович
Мурат Леонидович Стержанов (Пустой шаблон {{ВД-Преамбула}} ) — советский и российский хоккеист, защитник.

## Биография
Воспитанник пермского хоккея, за клуб «Молот» / «Молот-Прикамье» провёл 14 сезонов (1988/89 — 2001/02) — 394 матча, 11 голов, 30 передач. 10 сезонов отыграл в МХЛ и Суперлиге. Также выступал за «Спутник» Нижний Тагил (2002/03 — 2004/05) и «Факел» Лесной (2004/05).